# 富家村 (岡山県)
富家村（ふうかそん）はかつて岡山県川上郡にあった村。現在の高梁市備中町布賀・布瀬になる。地名の由来は大字布賀（ふが）が変化し、富家（ふうか）となったと言われている。
旧備中町の市街地。

## 概要

### 施設

#### 教育
- 富家小学校

#### 行政
- 備中地域局

#### 郵便
- 備中郵便局

#### 警察
- 布賀駐在所

#### その他
- 備中湖

- JA晴れの国岡山備中支店

## 沿革
- 1889年（明治22年）6月1日 - 町村制施行により、長屋・布瀬の二村及び志藤・用瀬地区を合併し発足[1]。
- 1956年（昭和31年）9月30日 - 川上郡富家村、平川村、湯野村の3村が合併し町制を施行、備中町となる。
- 2004年（平成16年）10月1日 - 高梁市、上房郡有漢町、川上郡成羽町、川上町の対等合併により新・高梁市となる。